# Arcipreti della Penna
Gli Arcipreti della Penna furono un'antichissima casata germanica, assai stimata già dal regno dell'imperatore Ottone I il Grande (962-973). Alcuni esponenti della stirpe giunsero in Gubbio nel 1027, al seguito di Corrado II il Salico (che andava a farsi incoronare a Roma), guidati da Presbiterio, padre del conte Berno e avo di Orso, ricordati in un atto notarile del 1029. Nel secolo XIII lasciarono Gubbio, stanchi delle lotte interne tra le famiglie locali, e si stabilirono a Perugia, dando origine, nel 1433, in seguito all'investitura di Sigismondo di Lussemburgo, alla linea dei baroni del castello della Penna, sito nell'omonimo piccolo borgo nel contado di Amelia.

## Storia
Il minuscolo paese di Penna sorge sul crinale di un poggio, quasi un naturale belvedere che si affaccia sul corso del Tevere, dove in esso si riversa il rio Grande. Si trova a pochi chilometri da Amelia ed Orte. Il nome (cui nel 1861 verrà aggiunto "in Teverina") deriva dal latino pinna che significa cima, altura, cocuzzolo.
Gli Arcipreti diventarono possessori del castello, nel 1433, con rango baronale e predicato "della Penna", per dote Orsini nella persona di Agamennone (+1441), il quale ebbe l'onore di ospitare nel proprio palazzetto di Ponte Pattoli l'imperatore Sigismondo, diretto a Roma dove il Papa lo avrebbe incoronato, che lo infeudò del territorio.
La famiglia, residente soprattutto a Perugia nel palazzo della Penna, sito nell'odierno viale dell'Indipendenza, tenne per poco tempo il suddetto castello (pur conservando il titolo), venduto ai Colonna di Palestrina che nel 1502 lo cedettero a Gian Corrado Orsini, il cui figlio Maerbale lo trasformò in dimora gentilizia.
Gli Arcipreti della Penna si inserirono molto bene nella società perugina: tra i loro esponenti vi erano Cavalieri di Santo Stefano, insigni magistrati, ricchi mercanti, docenti universitari, priori, abati e prefetti. Iscritti nel Libro Rosso già dal 1333 furono annoverati tra le cinque famiglie magnatizie di Perugia, insieme ai Baglioni, ai degli Oddi, agli Armanni della Staffa e ai Ranieri. Strinsero rapporti di parentela soprattutto con i della Corgna, ma anche con gli Orsini, i Montesperelli e i Montevibiano. Tra i loro membri emerse Ascanio, nominato nel 1664 generale dell'arsenale di Pisa, e, nel Settecento, quando gli Arcipreti della Penna si estinsero nei marchesi Crispolti, Fabrizio che fu un appassionato amatore d'arte. Successivamente la famiglia Della Penna si estinse nei Ricci di Rieti (di Mopolino e Montereale, a cui appartenne il famoso Angelo Maria Ricci) dando origine ai Della Penna Ricci, ora estinti. Ercole I, invece, detto il Satana perugino (1470-1506 circa), era fratello di Girolamo e fu uno spregiudicato personaggio, privo di scrupoli, mandante di alcuni omicidi e noto per il duello con il signore di Perugia Giampaolo Baglioni che per poco ci rimise la vita.
Il progenitore della prosapia fu Arciprete (da cui il cognome) vissuto nella prima metà del Duecento. Agamennone degli Arcipreti, suo discendente diretto della sesta generazione, figlio di Giacomo, fu capitano al servizio di Braccio da Montone e, come detto, acquisì la proprietà del castello della Penna.
Da lui e dalla moglie orsiniana derivarono tre rami:
- primogenito, di Ercole I: padre di Fabio, nonno di Ercole II, sposo di Laura della Corgna, sorella di Ascanio I e del cardinale Fulvio, madre di Diomede della Penna Corgna (1547-1596) che inaugurò la linea marchesale di Castiglione del Lago, estinta con Fulvio jr nel 1648 e con il vescovo Giuseppe nel 1676. Diomede, adottato da Ascanio privo di prole, e i suoi eredi misero da parte il cognome "della Penna" usando solo quello dei della Corgna.[6]
- di Vincenzo o di Mongiovino: figlio minore di Ercole I, la sua posterità si spense con Caterina (coniugata Oddi), erede di Grifone di Cencio di Carlo e sepolta nel santuario di Mongiovino.
- di Menelao: ultimogenito di Agamennone, il cui nipote Innocenzo inaugurò due diramazioni [di Bernardo, estinta con il pronipote Adriano (+1669), Cavaliere di Santo Stefano; e di Felice, il cui trisnipote Giovanni Battista (+1747), sepolto a Mongiovino, fu l'ultimo degli Arcipreti della Penna].[7]

Il santuario della Madonna di Mongiovino, presso Panicale, è il tempio-sacrario degli Arcipreti della Penna (escluso il ramo dinastico dei della Corgna): a sinistra dell'altare maggiore si nota un'edicola con le insegne inquartate in gesso colorato di Caterina Oddi e, vicino, una lapide indica l'accesso alla cripta in cui sono da secoli allineati i sarcofaghi della stirpe e quelli dei Borgia-Sulpizi. Questi ultimi, come gli Arcipreti, dimorarono saltuariamente, per la devozione alla Vergine, nell'attiguo palazzetto cinquecentesco, venduto poi ai Moretti.

## Note

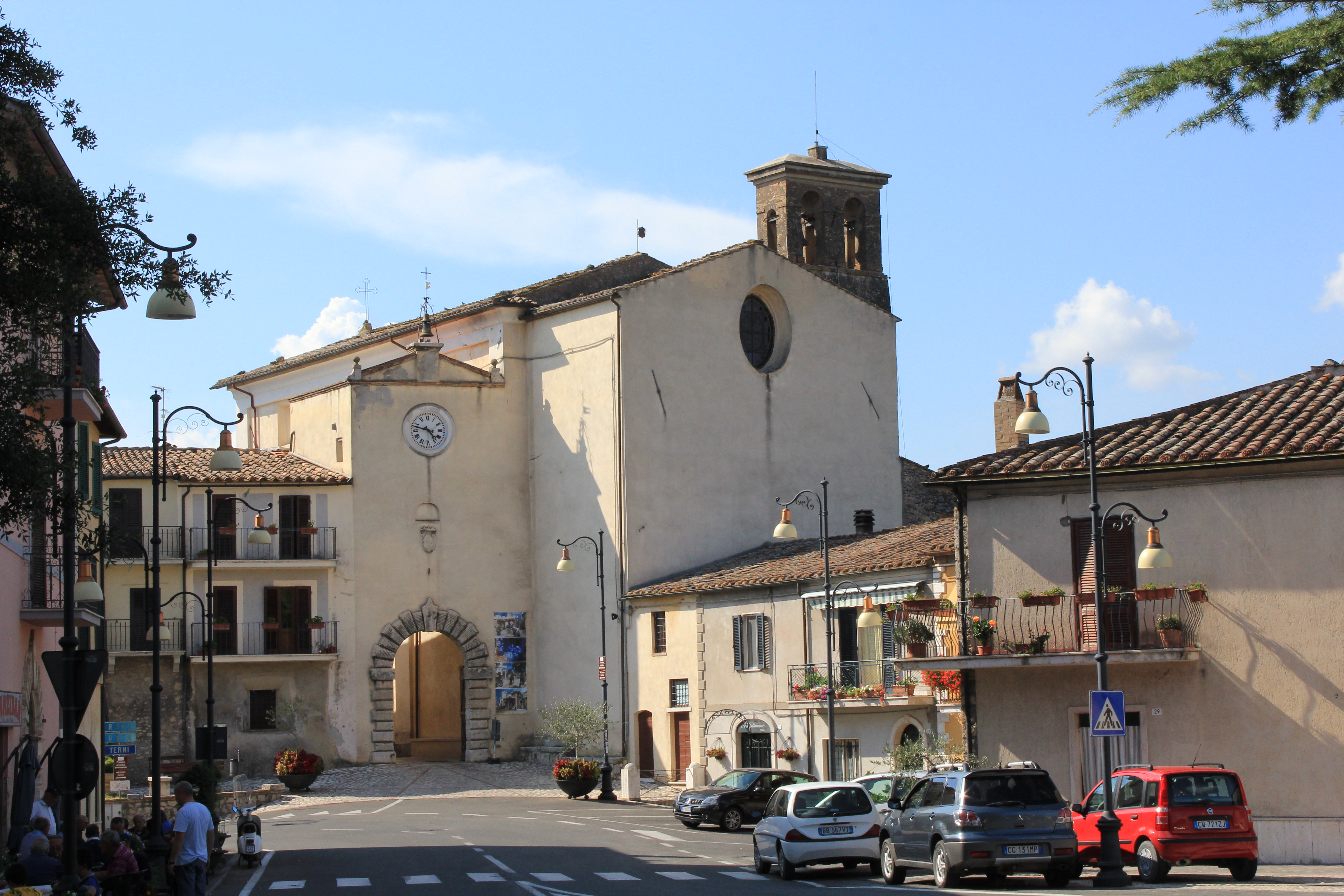
Penna in Teverina

## Bibliografia

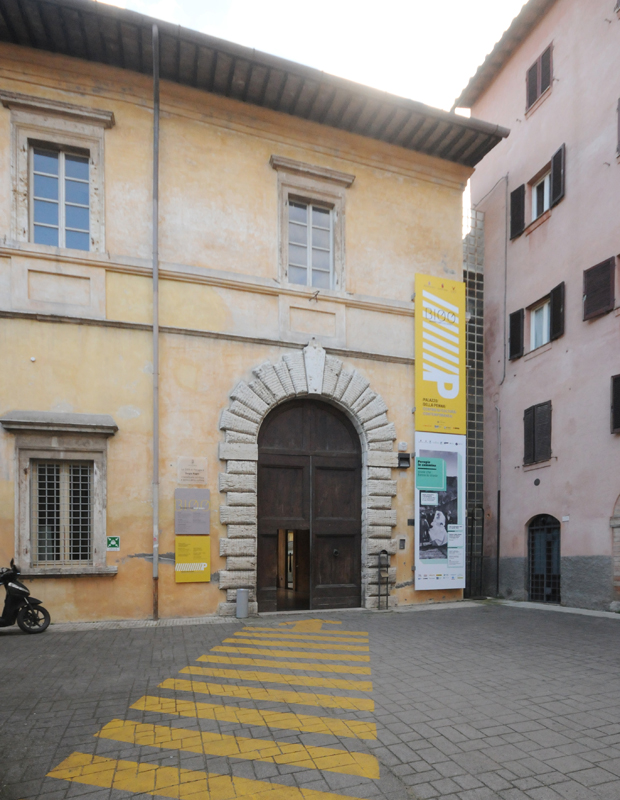
Palazzo della Penna a Perugia